# Enric Ainaud i Sánchez
Enric Ainaud i Sánchez (spanisch Enrique Ainaud y Sánchez; * 7. April 1875 in Alicante; † 26. April 1958 in Barcelona) war ein valencianischer Violinist und Musikpädagoge. Er war der Bruder des Künstlers und Kulturpolitikers Manuel Ainaud.

## Leben und Werk
Enric Ainaud wurde als Sohn eines französischen Vaters und einer andalusischen Mutter am 7. April 1875 als viertes von sieben Kindern in Alicante geboren. Erste Musikstudien absolvierte er in Barcelona an der Escolania de la Mercè und am Conservatori del Liceu. Mit 20 Jahren ging er studienhalber zu M. Haygot (Violine) und Pablo Vidal (Harmonielehre) nach Paris.
Nach seiner Rückkehr aus Paris trat er als Violinist in das Orquestra Catalana de Concerts in Barcelona ein. 1897 trat er dem Quintet Casals um Mathieu Crickboom, Pau Casals, Enrique Granados und Josep Rocabruna bei. 1905 gründete er in Barcelona eine Musikakademie, die seinen Namen trug. 1920 war er Mitgründer des Orquestra Pau Casals.
Er unterrichtete Violine und Bratsche an der Musikakademie Casa de Caritat. Er wirkte seit 1920 als künstlerischer Leiter der  Associació Íntima de Concerts de Barcelona. In den 1930er Jahren wirkte er auch als Lehrer für Musikpädagogik an Escola Normal de la Generalitat de Catalunya.
Er schrieb eine bekannte Methode für das Violinspiel. Er übersetzte die Solfeggio-Methode von André Gedalge in die spanische Sprache. Er komponierte mehr als 60 Stücke für Violine und Klavier, darunter eine Sammlung harmonisierter Kinderlieder (1935).
Die französische Regierung ernannte ihn zum Ritter der Ehrenlegion und zum Korrespondenten der Vereinigung für künstlerische Expansion und Austausch, einer vom französischen Kulturministerium abhängigen Organisation. Seitens der spanischen Regierung wurde er mit dem Kreuz Alfons X. ausgezeichnet.
Enric Ainaud ist auf dem Südwestfriedhof von Barcelona am Montjuïc begraben.

## Werke von Enric Ainaud
- Ainaud i Sànchez, Enric: Método de violín teórico y práctico. Methodo de violino theorico e pratico. Barcelona 1957.